# Jaden Philogene
Jaden Richard Philogene-Bidace (Hammersmith, 8 februari 2002) is een Engels voetballer die bij voorkeur als vleugelspeler speelt. Hij tekende in januari 2025 voor Ipswich Town.

## Clubcarrière
Op 19 mei 2021 debuteerde Philogene voor Aston Villa in de Premier League tegen Tottenham Hotspur. Hij werd uitgeleend aan Stoke City en Cardiff City. Op 1 september 2023 werd hij voor 5,8 miljoen euro verkocht aan Hull City. Eén jaar later kocht Aston Villa hem terug voor zestien miljoen euro. Hij tekende in januari 2025 bij Ipswich Town.